# Luscinia
Luscinia T. Forster, 1817 è un genere di uccelli passeriformi della famiglia Muscicapidae.

## Tassonomia
Comprende le seguenti specie:
- Luscinia svecica (Linnaeus, 1758) - pettazzurro
- Luscinia phoenicuroides (J.E.Gray & G.R.Gray, 1847) - codirosso panciabianca
- Luscinia luscinia (Linnaeus, 1758) - usignolo maggiore
- Luscinia megarhynchos (Brehm, 1831) - usignolo comune